# Alphonse Lemoine
Alphonse Lemoine (ur. 17 listopada 1933, zm. 6 lutego 2024) – francuski judoka.
Zdobył cztery medale mistrzostw Europy w latach 1960 - 1965. Wicemistrz Francji w 1960 i 1966 roku.